# Innocenzo Fraccaroli

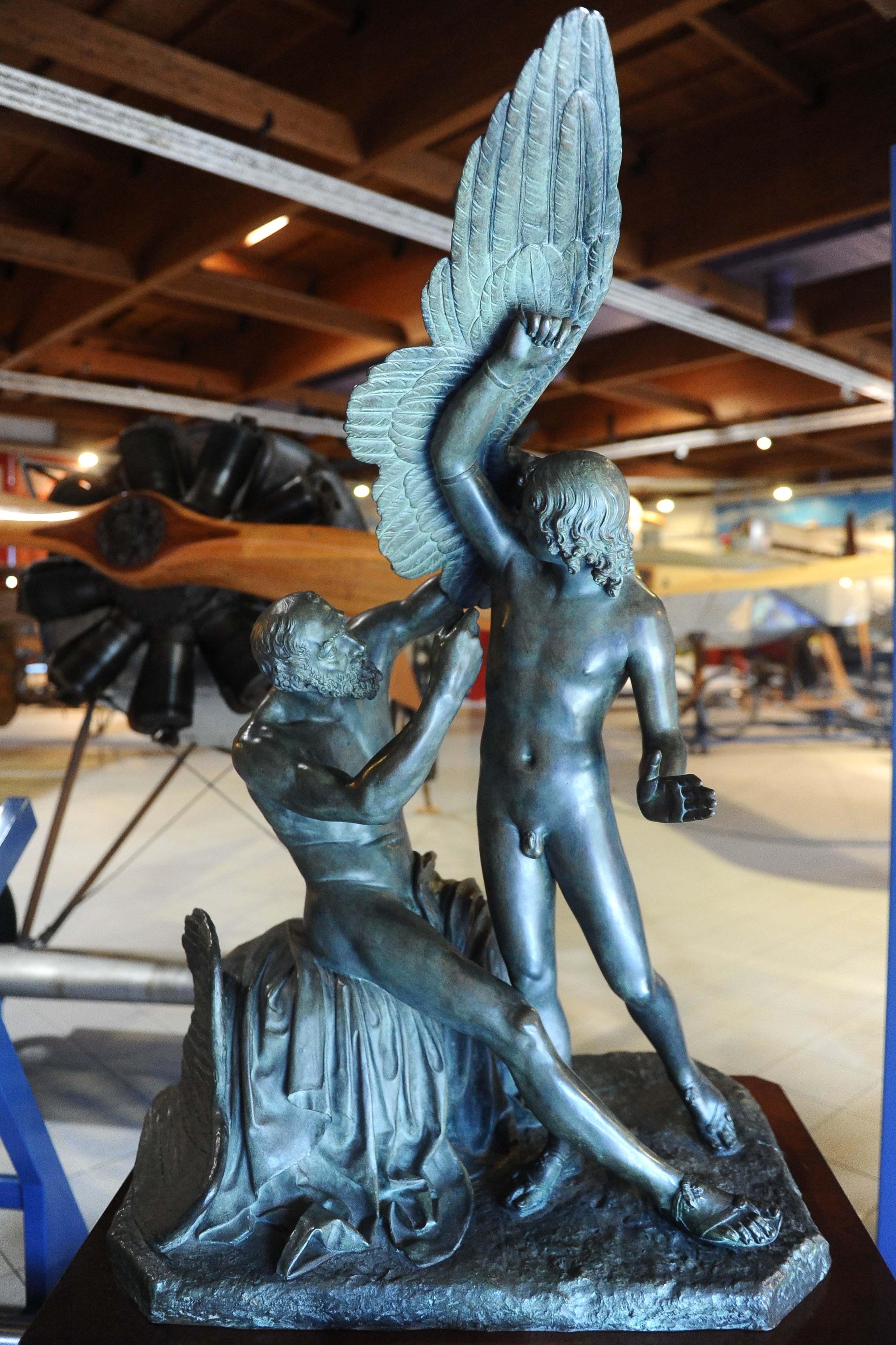
Innocenzo Fraccaroli, Dedalo attacca le ali a Icaro (1829)

Innocenzo Fraccaroli (* 28. Dezember 1805 in Castelrotto, heute Stadt Verona; † 29. April 1882 in Mailand) war ein italienischer Bildhauer.

## Leben
Fraccaroli studierte an den Akademien zu Venedig und Mailand, bildete sich dann fünf Jahre lang in Rom, namentlich nach Bertel Thorvaldsen und Pietro Tenerani, und lebte später wieder in Mailand, bis er 1842 als Professor an die Akademie in Florenz berufen wurde. Er starb am 29. April 1882 in Mailand, wo er zuletzt seinen Wohnsitz genommen hatte.
Seine hervorragendsten, in akademischem Stil gehaltenen Werke sind:
der Kindermord von Bethlehem, kolossale Marmorgruppe (1847, Belvedere in Wien); das Denkmal Karl Emanuel II., in der königlichen Kapelle zu Turin; das Standbild des Grafen Verri, in der Brera in Mailand; Eva vor dem Sündenfall; der verwundete Achilleus; Dädalos und Ikaros; die kolossale Marmorbüste des Erlösers; Kolossalbüste einer Venezia; Kyparissos, den Tod seines Hirsches beklagend.